# Julian Schuster
Julian Schuster (Bietigheim-Bissingen, 15 de abril de 1985) é um técnico de futebol e ex-futebolista profissional alemão que atuava como meia. Atualmente comanda o Freiburg.

## Carreira
Julian Schuster começou a carreira no VfB Stuttgart.